# دومينيك لام
دومينيك لام (بالإنجليزية: Dominic Lam)‏ هو طبيب أمريكي، ولد في 6 ديسمبر 1947 في شانتو في الصين.

## وصلات خارجية
- الموقع الرسمي